# Rotterdam Open 2022 - Qualificazioni singolare
Le qualificazioni del singolare del Rotterdam Open 2022 sono state un torneo di tennis preliminare per accedere alla fase finale della manifestazione. I vincitori dell'ultimo turno sono entrati di diritto nel tabellone principale. In caso di ritiro di uno o più giocatori aventi diritto a questi sono subentrati i lucky loser, ossia i giocatori che hanno perso nell'ultimo turno ma che avevano una classifica più alta rispetto agli altri partecipanti che avevano comunque perso nel turno finale.

## Teste di serie
1. Hugo Gaston (ultimo turno)
2. Henri Laaksonen (qualificato)
3. Corentin Moutet (ultimo turno)
4. Jahor Herasimaŭ (qualificato)

1. Bernabé Zapata Miralles (qualificato)
2. Philipp Kohlschreiber (ultimo turno)
3. Jiří Lehečka (qualificato)
4. Salvatore Caruso (primo turno)

## Qualificati
1. Bernabé Zapata Miralles
2. Henri Laaksonen

1. Jiří Lehečka
2. Jahor Herasimaŭ

## Tabellone

### Legenda
| - Q = Qualificato - WC = Wild card - LL = Lucky loser | - ALT = Alternate - SE = Special Exempt - PR = Protected Ranking | - w/o = Walkover - r = Ritirato - d = Squalificato |

### Sezione 1
|  | Primo turno | Primo turno             | Primo turno             | Primo turno | Primo turno |  |  | Ultimo turno | Ultimo turno            | Ultimo turno | Ultimo turno | Ultimo turno |  |
|  |             |                         |                         |             |             |  |  |              |                         |              |              |              |  |
|  | 1           | Hugo Gaston             | Hugo Gaston             | 6           | 7           |  |  |              |                         |              |              |              |  |
|  | WC          | Robin Haase             | Robin Haase             | 1           | 64          |  |  | 1            | Hugo Gaston             | 5            | 7            | 2            |  |
|  |             | Flavio Cobolli          | Flavio Cobolli          | 4           | 1           |  |  | 5            | Bernabé Zapata Miralles | 7            | 5            | 6            |  |
|  | 5           | Bernabé Zapata Miralles | Bernabé Zapata Miralles | 6           | 6           |  |  |              |                         |              |              |              |  |

### Sezione 2
|  | Primo turno | Primo turno       | Primo turno       | Primo turno | Primo turno |  |  | Ultimo turno | Ultimo turno      | Ultimo turno | Ultimo turno | Ultimo turno |  |
|  |             |                   |                   |             |             |  |  |              |                   |              |              |              |  |
|  | 2           | Henri Laaksonen   | 6                 | 65          | 6           |  |  |              |                   |              |              |              |  |
|  |             | Damir Džumhur     | 3                 | 7           | 1           |  |  | 2            | Henri Laaksonen   | 7            | 2            | 6            |  |
|  | WC          | Tim van Rijthoven | Tim van Rijthoven | 6           | 7           |  |  | WC           | Tim van Rijthoven | 6            | 6            | 4            |  |
|  | 8           | Salvatore Caruso  | Salvatore Caruso  | 4           | 65          |  |  |              |                   |              |              |              |  |

### Sezione 3
|  | Primo turno | Primo turno     | Primo turno     | Primo turno | Primo turno |  |  | Ultimo turno | Ultimo turno    | Ultimo turno | Ultimo turno | Ultimo turno |  |
|  |             |                 |                 |             |             |  |  |              |                 |              |              |              |  |
|  | 3           | Corentin Moutet | Corentin Moutet | 7           | 6           |  |  |              |                 |              |              |              |  |
|  | WC          | Jelle Sels      | Jelle Sels      | 611         | 3           |  |  | 3            | Corentin Moutet | 4            | 6            | 4            |  |
|  | Alt         | Jesper de Jong  | Jesper de Jong  | 65          | 0           |  |  | 7            | Jiří Lehečka    | 6            | 4            | 6            |  |
|  | 7           | Jiří Lehečka    | Jiří Lehečka    | 7           | 6           |  |  |              |                 |              |              |              |  |

### Sezione 4
|  | Primo turno | Primo turno           | Primo turno           | Primo turno | Primo turno |  |  | Ultimo turno | Ultimo turno          | Ultimo turno          | Ultimo turno | Ultimo turno |  |
|  |             |                       |                       |             |             |  |  |              |                       |                       |              |              |  |
|  | 4           | Jahor Herasimaŭ       | Jahor Herasimaŭ       | 6           | 6           |  |  |              |                       |                       |              |              |  |
|  |             | Daniel Masur          | Daniel Masur          | 4           | 4           |  |  | 4            | Jahor Herasimaŭ       | Jahor Herasimaŭ       | 6            | 6            |  |
|  |             | Jozef Kovalík         | Jozef Kovalík         | 4           | 4           |  |  | 6            | Philipp Kohlschreiber | Philipp Kohlschreiber | 1            | 1            |  |
|  | 6           | Philipp Kohlschreiber | Philipp Kohlschreiber | 6           | 6           |  |  |              |                       |                       |              |              |  |